# 巴斯恩丁
巴斯恩丁（英語：Basse Nding）是西非國家甘比亞的城鎮，位於上河區的富拉杜東。根據2009年所作的人口調查數據顯示，居住人口為466人。